# Fortaleza do Tabocão
Fortaleza do Tabocão is een gemeente in de Braziliaanse deelstaat Tocantins. De gemeente telt 2.149 inwoners (schatting 2009).